# ۵-یدویلاردیین

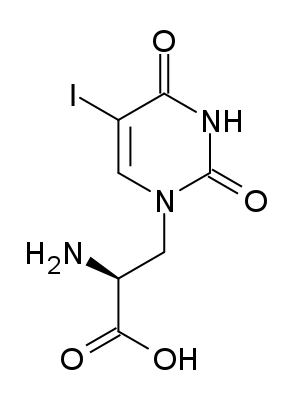
ساختار شیمیایی ۵-یدویلاردیین

۵-یدویلاردیین (به انگلیسی: 5-Iodowillardiine) یک ترکیب شیمیایی با شناسه پاب‌کم 447196 است. که جرم مولی آن ۳۲۵٫۰۶۱ g/mol می‌باشد.
این ترکیب سمی بوده و جزء سموم نوروتوکسین می باشد